# Xanthochorema caledon
Xanthochorema caledon är en nattsländeart som beskrevs av Douglas E. Kimmins 1953. Xanthochorema caledon ingår i släktet Xanthochorema och familjen Hydrobiosidae. Inga underarter finns listade i Catalogue of Life.